# Stuart Murdoch
|  | Per a altres significats, vegeu «Murdoch». |

Stuart Murdoch, nascut el 25 d'agost de 1968 a Clarkston, Escòcia, és el cantant principal de la banda escocesa Belle & Sebastian, així com el compositor de la majoria de les seues cançons. A més, és l'únic dels dos membres fundadors (l'altre era Stuart David) que encara segueix a la banda. A més de cantar al grup, també canta la majoria de diumenges al cor local de l'església de Hyndland, a Glasgow, Escòcia; on hi va treballar d'encarregat de manteniment abans de dedicar-se a temps complet a la banda.